# Enllaç C-La
Els compostos d'organolantànids (o compostos orgànics dels lantànids) són compostos químics que contenen un enllaç químic entre carboni (C) i lantànids (Ln) (enllaç C-Ln).
La química dels organolantànids és el camp de la química que estudia els compostos amb un enllaç lantànid-carboni. Els compostos organolantànids són diferents dels seus anàlegs de metalls d'organotransició de les següents maneres:
- Són molt més sensibles a l'aire i a l'aigua, i sovint són pirofòrics.

- La química en estat d'oxidació 0 és molt més limitada. De fet, la seva naturalesa electropositiva fa que els seus compostos organometàl·lics siguin més propensos a ser iònics.

- No formen carbonils estables a temperatura ambient; els compostos carbonílics organolantànids només s'han observat en matrius d'argó i es descomponen quan s'escalfen a 40 K.

## Complexos amb enllaços σ
Els enllaços σ metall-carboni es troben en alquils dels elements lantànids com [LnMe₆]3− i Ln[CH(SiMe₃)₂]₃. El metilliti dissolt en THF reacciona en proporció estequiomètrica amb LnCl₃ (Ln = Y, La) per produir Ln(CH₃)₃ probablement contaminat amb LiCl.
Si un agent quelant (L-L), com ara la tetrametiletilendiamina (tmed o tmeda) o 1,2-dimetoxietà (dme) es barreja amb MCl₃ i CH₃Li en THF, això forma [Li(tmed)]₃[M(CH₃)₆] i [Li(dme)]₃[M(CH₃)₆].
Alguns lantànids en pols reaccionen amb el difenilmercuri en THF per produir complexos octaèdrics:
2 Ln + 3 Ph₂Hg + 6 THF → 2 LnPh₃(THF)₃ + Hg (Ln = Ho, Er, Tm, Lu).

## Complexos amb enllaços π
Els complexos de ciclopentadienil, inclosos diversos lantanocens, són coneguts per a tots els lantànids. Tot, excepte el tris(ciclopentadienil)prometi (III) (Pm(Cp)₃), es pot produir mitjançant el següent esquema de reacció: 
3 Na[Cp] + MCl3  → M[Cp]₃ + 3 NaCl
També es pot produir Pm(Cp)₃ per la següent reacció:
2 PmCl₃ + 3 Be[Cp]₂ → 3 BeCl₂ + 2 Pm[Cp]₃
Aquests compostos són d'ús limitat i d'interès acadèmic.